# Salmodia
La salmodia es una técnica de canto específica para los salmos que desde la antigüedad se ha practicado en la tradición judía de la sinagoga y posteriormente los primeros cristianos empezaron a incluirla en la liturgia cristiana. Posteriormente se aplicó esta fórmula a otros textos bíblicos.

## Historia
La salmodia, que tiene su origen en la Iglesia oriental, es recibida por Occidente, luego los testimonios de la introducción de esta forma de cantilación se suceden desde el siglo I al VIII, partiendo por Filón el Judío, Basilio de Cesárea, San Agustín, Casiano, Benito de Nursia, hasta llegar a San Isidoro de Sevilla y Amalario.
Según San Agustín, San Ambrosio propició: «... el canto de himnos y salmos al estilo de la Iglesia oriental.» es decir antifonal, dos coros cantan alternadamente los versículos de los salmos.
Este género tuvo gran acogida en Roma a partir del siglo V, cuando el pueblo entero intervenía en la interpretación.
Desde los inicios de la Iglesia, los primeros cristianos adoptaron el salterio judío como propio, pues ellos mismos, al ser primeramente Judíos conversos, toman como punto de partida el Templo y la Sinagoga. Ellos vieron la figura de Cristo dibujada en muchos salmos: como descendiente del Rey David, como el Mesías esperado, como el hombre que sufre llevando sobre sí los pecados de la humanidad, como el verdadero justo inocente perseguido, pero, sobre todo, como el Hijo amado de Dios. Con expresiones de esperanza, confían en Dios por todos los dones recibidos, pero también por la angustia y desolación, los salmos entraron a formar parte de la oración Cristiana. Los 150 salmos del salterio han sido considerados por los cristianos a través de los siglos como un compendio de oraciones y meditaciones que acompañan la fe del Cristiano. De ahí que se pueda entender por qué las comunidades monásticas, que existen desde el tercer siglo, adoptaron el salterio como su libro de oraciones”.

## Estructura
La salmodia tiene una estructuración silábica, según la cual a cada sílaba del texto corresponde un sonido de la melodía. La estructura responsorial del recitado de los salmos proviene de su estructura textual: cada salmo se organiza en versículos, y cada uno de ellos está compuesto de dos hemistiquios (secciones iguales). En la forma habitual del canto salmódico, el primer hemistiquio de cada versículo es entonado por el solista (o primer coro) a quien responde con el segundo hemistiquio el coro (o segundo coro). 
En los ritos cristianos, cada uno de los ocho modos eclesiásticos tiene su fórmula especial que se repite en cada versículo. 

### Fórmula salmódica
Una fórmula salmódica completa consta de:
- Initium o entonación: cada salmo suele ir precedido de una antífona que se canta en el mismo modo que el salmo. Después de la antífona se introduce el initium, pequeño inciso de varias notas, aisladas o formando neumas, correspondientes a dos o tres sílabas del principio del salmo que une la antífona con la cuerda recitativa o tenor. La entonación solo se canta en el primer versículo del salmo. En los demás versículos se comienza en el tenor. Cuando se cantan varios salmos con una sola antífona, se da la entonación al principio de cada uno de ellos, siempre que terminen con el Gloria Patri.
- Tenor: es la nota dominante de la cuerda recitativa. A partir de esta nota fundamental se organizan las diversas cadencias, variantes de tono para indicar acentuación al final de cada hemistiquio o puntuación.
- Cadencias: pueden ser de un acento (en cuya fórmula melódica se adapta el último acento principal o secundario) o de dos (en cuya fórmula melódica se adaptan los dos últimos acentos principales o secundarios). Cada cadencia puede llevar una o varias notas preparatorias que se desvían de la tónica. 
  - Flexa: cadencia que aparece en el primer hemistiquio siempre de un tono descendente -salvo cuando la tenor está inmediatamente sobre el semitono, y es de tono y medio- y siempre de un acento. Al cantarla, siempre ha de hacerse una pausa, o considerar la última nota larga.
  - Mediatio o mediante: cadencia que aparece a la mitad del versículo, puede ser de un acento o de dos.
  - Terminatio o terminación: cadencia que aparece al final del versículo, puede ser de un acento o de dos.

## Tipos de interpretación
Se pueden agrupar en tres tipos:
- Salmodia directa: el salmo completo se canta continuamente. Todos los versos recitados son originales, sin adición de nuevos textos.
- Salmodia antifonal: dos coros cantan alternadamente el mismo salmo (lo repiten). El primer coro canta el salmo original, y a continuación el segundo un verso nuevo, antífona, antes, entre o después del salmo original.
- Salmodia responsorial: el celebrante recita cada verso del salmo que es respondido por la asamblea o el coro.

Los cristianos adoptaron de los hebreos la costumbre de cantar salmos completos. Este canto se realizaba en forma casi recitada y alternada entre un solista y el coro o entre dos coros, es decir, de estilo antifonal.

## Etapas
En el marco de la liturgia se utilizan cuatro tipos de salmodia, los cuales representan los distintos estadios del recitado. Estos tipos pueden ser calificados como:
1. Solo integral: lo integran el Flectamus genua, el Levate y la «colecta» que le sigue a la liturgia del Viernes Santo.[3] San Agustín lo expresa cómo «solo integral, simple y continuo», en relación con los dichos de Atanasio de Alejandría, quien habría exigido que el cantor-lector realice inflexiones «tan suaves que el salmo haya de sonar más cómo un recitado que como un canto». Casiano (más tarde abad en la abadía de San Víctor de Marsella) habría practicado este tipo de salmodia en Egipto, en el siglo VI, donde los asistentes a la Asamblea, según nos dice él mismo, escuchaban esta cantilena, y luego de una plegaria silenciosa, se prosternaban, prontamente se levantaban y el cantor concluía con una oración. También entran en esta categoría el Prefacio de la misa, el Exultet de Sábado Santo, etc.
2. Solo integral adornado: a esta categoría pertenecen los tractos,[4] melismáticos y que no pueden poseer alternancias. Su estructura básica, a pesar de ser construidos de manera un tanto libre, se compone de dos partes moldeadas de igual manera y el último versículo terminando en una forma de coda. Antiguamente, en el canto romano, el Aleluya pertenecía a esta categoría.[5]
3. Responsorio: en este tipo de salmodia un solista o grupo pequeño de cantores-lectores enuncian una serie de versículos o de paráfrasis estróficas, leídos (canto ecfonético) o cantados,[6] y luego los asistentes vocalizan una breve respuesta en forma de trino, la cual usualmente es derivada del último sonido descrito por el o los solistas.
4. Antífona: dos coros o dos solistas se responden de manera alternada una serie de versículos modelados sobre un mismo patrón melódico.[7][8] A esta categoría pertenecen los llamados graduales del segundo tono y los himnos métricos o ritmados.